# Joël Le Gall
Pour les articles homonymes, voir Le Gall.
Joël Le Gall, né le 8 juin 1913 à Paris et mort le 20 octobre 1991 à Verrières,, est un historien et archéologue français, professeur d'histoire romaine et directeur des fouilles d'Alésia de 1958 à 1985.

## Biographie
Élève de Charles Picard, André Cholley et Jérôme Carcopino à la Sorbonne, durant l'entre-deux-guerres, il devient professeur au lycée Chateaubriand de Rome en 1938/39, poste qu'il occupe à nouveau de 1945 à 1947.

Il revient en France comme membre du CNRS et soutient avec succès, en 1951, sa thèse de doctorat : Le Tibre fleuve de Rome, dans l'Antiquité et Recherches sur le culte du Tibre, toutes deux publiées,.
Appelé en 1951 à Dijon par la faculté des lettres comme maître de conférences, il y devient professeur titulaire en 1958, puis doyen. Dans ce cadre, il succède à Jules Toutain comme directeur des fouilles d'Alésia en 1958 et développe un enseignement pratique, formant ainsi plusieurs générations de successeurs. En 1967, il est nommé professeur d'histoire romaine à la Sorbonne, au Centre Gustave Glotz. Membre du CTHS, il préside aussi tour à tour la Société française d'archéologie, la Société des études latines et la Société nationale des antiquaires de France.

## Publications
- La date de la lex coloniae genetivae Juliae et celle de la lex mamilia roscia peducacea alliena fabia, Paris, Klincksieck , 1936
- L'itinéraire de Genséric, Paris, Klincksieck, 1936
- La police à Rome, dir. de recherche Jacques Zeiller, Paris, EPHE, 1938
- La mort de Jugurtha, Paris, Klincksieck, 1944
- Le Tibre, fleuve de Rome dans l'Antiquité, thèse pour le doctorat ès-lettres présentée à la faculté des Lettres de l'Université de Paris, Préface de M. Charles Picard, Paris, Presses universitaires de France, 1952
- Recherches sur le culte du Tibre, thèse complémentaire pour le doctorat ès-lettres présentée à la faculté des Lettres de l'Université de Paris, Paris, Presses universitaires de France , 1953
- « Utilisation archéologique de la couverture photographique aérienne de la France. L'aqueduc du Vieil-Evreux ; "Camps de César" et mottes féodales », Gallia, t. 12, 1954, p. 345-357
- Roman history, New York : Cultural center of French Embassy , 1957
- Modes de construction et technique dans l'architecture romaine, Paris, Presses universitaires de France, 1959
- À propos de la Muraille servienne et du Pomerium : Quelques rappels et quelques remarques, Paris, E. De Boccard, 1959
- Le souvenir d'un consul de 141 après J.-C. au musée archéologique, Dijon, Bernigaud et Privat, 1960
- Les sous-sols gallo-romains d'Alésia, Rennes, Ogam-Tradition celtique, 1962
- Alésia. Archéologie et histoire, Paris, Fayard, 1963  (ISBN 2-213-00354-8) ; nouvelle édition revue et augmentée, Paris, Fayard, 1980, 236 p.  (ISBN 2-213-00780-2) ; rééd. Errance, 1990.
- Le Tibre et Rome pendant les siècles obscurs : esquisse d'une révision, Paris, Ed. du Centre national de la Recherche scientifique, 1977
- A Belo, Andalousie : problèmes d'urbanisme romain d'après les fouilles récentes, Paris, Ed. Klincksieck, 1980
- Jean-Francois Bazin, Joël Le Gall, Serge Grappin, Jean-Marie Pesez et al., Habitat en Côte-d'or au long des âges, t. 91, Paris, Vieilles maisons françaises, 1981, 63 p. (OCLC 799350903)
- Alésia : le siège de la forteresse gauloise par César, la ville gallo-romaine, le culte de sainte Reine, Paris, Ministère de la culture, Direction du patrimoine, Sous-direction de l'archéologie, coll. « Guides archéologiques de la France », 1985, 87 p. (ISBN 2-11-080838-1)
- Joël Le Gall et Marcel Le Glay, L'empire romain : Le Haut-Empire de la bataille d'Actium (31 av. J.-C.) à l'assassinat de Sévère Alexandre (235 ap. J.-C.)., t. 1, Paris, Presses universitaires de France, coll. « Peuples et civilisations, Histoire générale », 1987, 673 p. (ISBN 2-13-040023-X)
- La bataille d'Alésia  (préf. André Chastagnol), Paris, Publications de la Sorbonne, coll. « Histoire ancienne et médiévale » (no 58), 1999, 102 p. (ISBN 2-85944-382-7, lire en ligne)

## Distinctions
- Grand Prix Gobert de l’Académie française en 1964 pour son ouvrage Alésia : archéologie et histoire[5]